# Popis hrvatskih veleposlanika u Tajlandu
Republika Hrvatska i Kraljevina Tajland održavaju diplomatske odnose od 9. rujna 1992. Sjedište veleposlanstva je u Jakarti.

## Veleposlanici
Hrvatska nema rezidentno veleposlanstvo u Tajlandu. 
Veleposlanstvo Republike Hrvatske u Republici Indoneziji pokriva Republiku Filipini, Republiku Singapur i Kraljevinu Tajland.
| Veleposlanik      | Postavljenje       | Opoziv             | Sjedište |
| ----------------- | ------------------ | ------------------ | -------- |
| Andrija Kojaković | 1. srpnja 1994.    | 1. srpnja 1995.    | Peking   |
| Željko Kirinčić   | 5. ožujka 1997.    | 1. kolovoza 1999.  | Jakarta  |
| Boris Mitrović    | 23. siječnja 2002. | 31. kolovoza 2003. | Jakarta  |
| Aleksandar Broz   | 22. ožujka 2004.   | 5. veljače 2009.   | Jakarta  |
| Željko Čimbur     | 28. srpnja 2009.   | 31. srpnja 2013.   | Jakarta  |
| Dražen Margeta    | 5. svibnja 2014.   |                    | Jakarta  |

## Vanjske poveznice
- Tajland na stranici MVEP-a